# Highwood (Illinois)
Highwood es una ciudad ubicada en el condado de Lake en el estado estadounidense de Illinois. En el Censo de 2010 tenía una población de 5405 habitantes y una densidad poblacional de 2.922,8 personas por km².

## Geografía
Highwood se encuentra ubicada en las coordenadas 42°12′22″N 87°48′47″O / 42.20611, -87.81306. Según la Oficina del Censo de los Estados Unidos, Highwood tiene una superficie total de 1.85 km², de la cual 1.85 km² corresponden a tierra firme y (0%) 0 km² es agua.

## Demografía
Según el censo de 2010, había 5405 personas residiendo en Highwood. La densidad de población era de 2.922,8 hab./km². De los 5405 habitantes, Highwood estaba compuesto por el 69.64% blancos, el 1.54% eran afroamericanos, el 0.31% eran amerindios, el 2.24% eran asiáticos, el 0.02% eran isleños del Pacífico, el 22.92% eran de otras razas y el 3.33% pertenecían a dos o más razas. Del total de la población el 56.87% eran hispanos o latinos de cualquier raza.